# Borgward BX7
Borgward BX7 – samochód osobowy typu SUV klasy średniej pod chińsko-niemiecką marką Borgward w latach 2016 – 2021.

## Historia i opis modelu

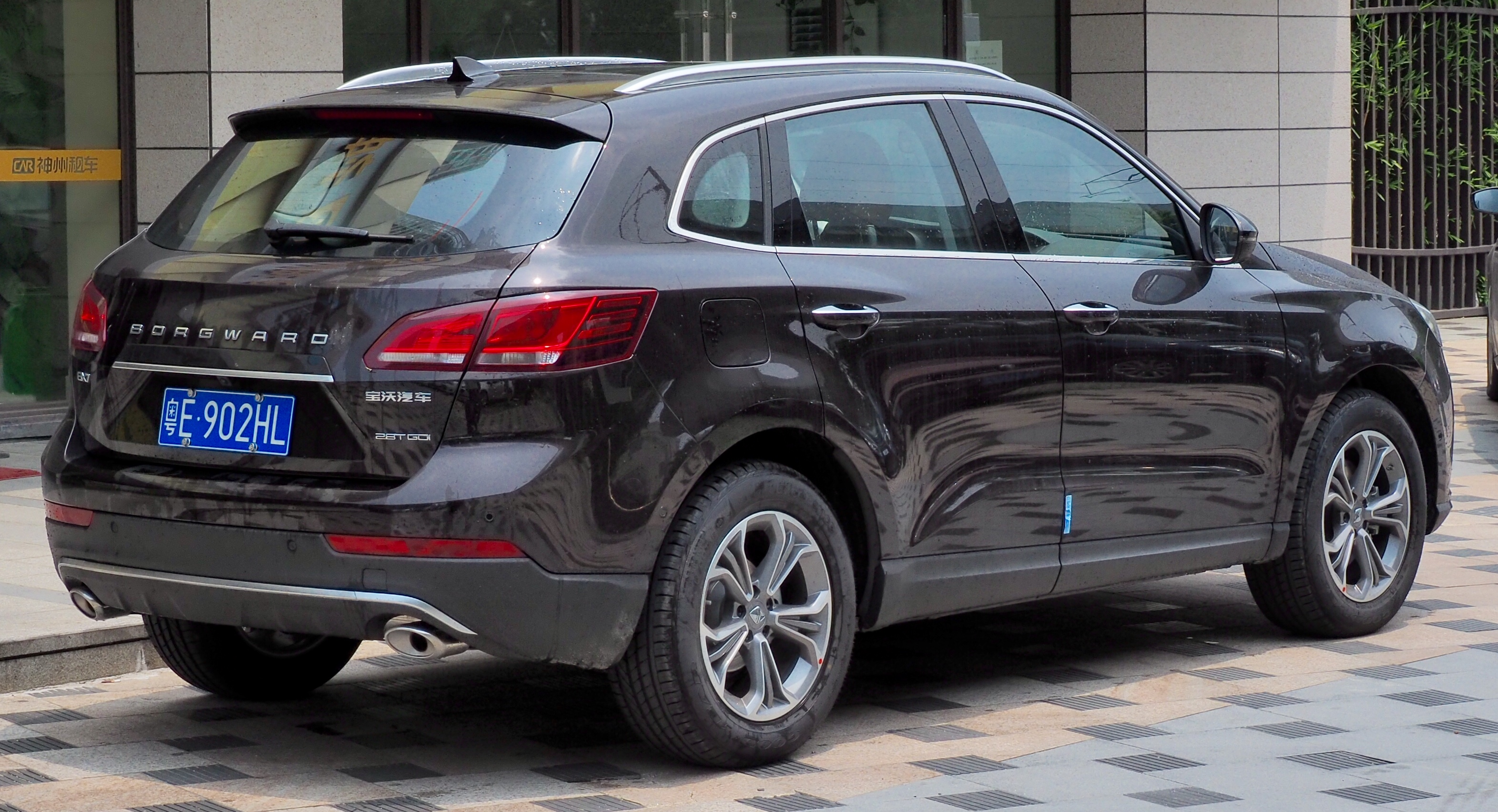
Borgward BX7 - tył

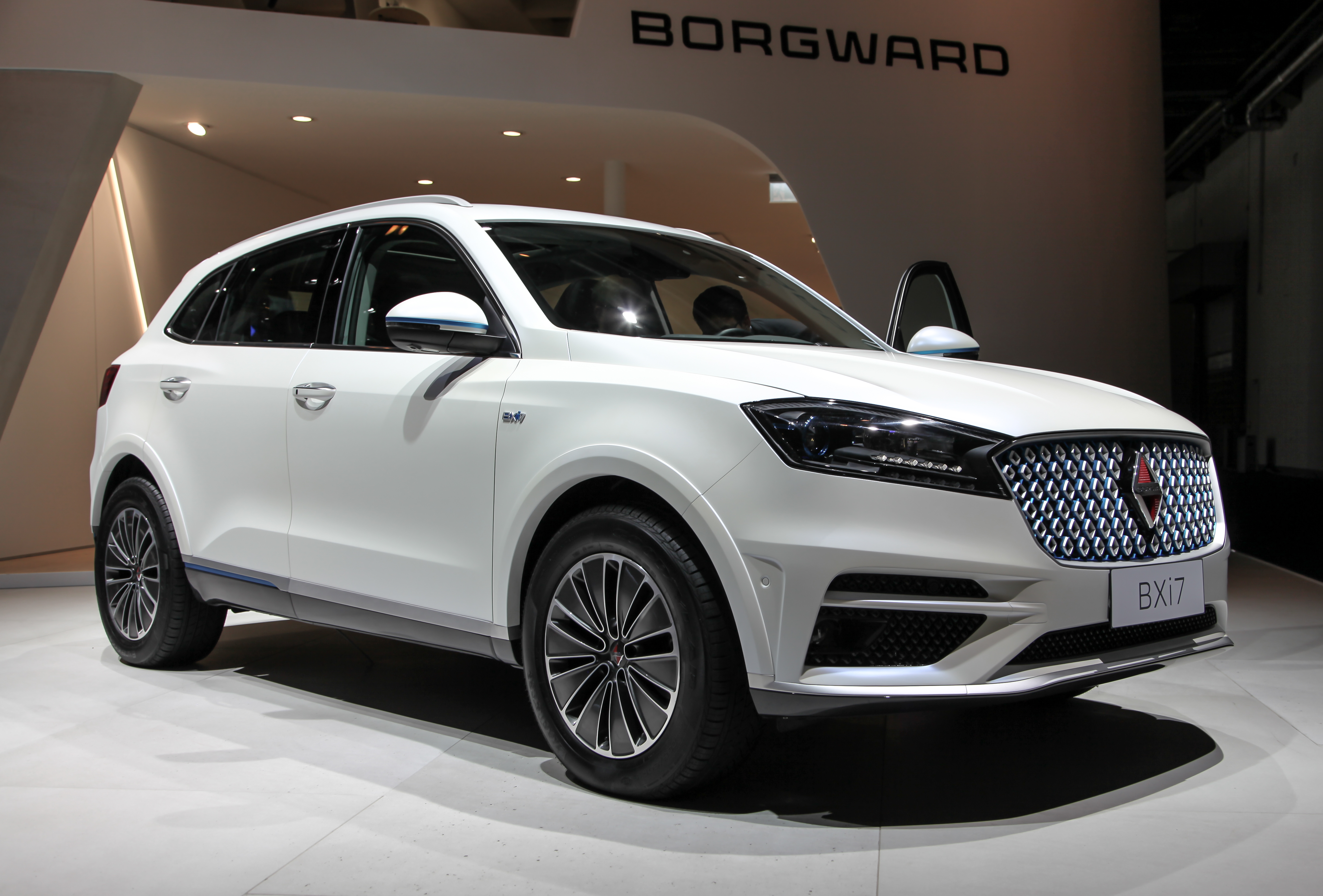
Borgward BXi7

Średniej wielkości SUV BX7 został zaprezentowany we wrześniu 2015 roku podczas wystawy samochodowej IAA we Frankfurcie nad Menem. W momencie premiery był to pierwszy od 53 lat samochód marki Borgward, odkąd zlikwidowano dotychczasowe przedsiębiorstwo noszące tę nazwę w 1962 roku.
Konstruując Borgwarda BX7 skorzystano z zaplecza technicznego chińskiego koncernu BAIC Group, któremu był podległy ówczesny współwłaściciel Borgward Group, Foton Motor. Samochód został oparty na modelu BAIC Senova X65, dzieląc z nim zarówno płytę podłogową, jak i rozwiązania techniczne.
Charakterystyczną cechą samochodu stała się sześciokątna, chromowana atrapa chłodnicy z dużym logo producenta umieszczonym centralnie, z kolei kabina pasażerska została utrzymana w luksusowym charakterze. Topowe warianty wyposażono w 12,3-calowy wyświetlacz systemu multimedialnego umożliwiającego łączność z WiFi. 
W zależności od konfiguracji, Borgward BX7 może przetransportować 5 lub 6 pasażerów w dwóch rzędach siedzeń, a także do 7 pasażerów włącznie z dodatkowym, trzecim rządem siedzeń umieszczonym w bagażniku.

### BXi7
Po prezentacji przedprodukcyjnego prototypu w kwietniu 2017 roku, w maju 2018 roku został zaprezentowany wariant elektryczny o nazwie Borgward BXi7. Pojazd napędza silnik elektryczny o mocy 238 KM, który umożliwia rozpędzenie się od 0 do 100 km/h w 7,9 sekundy i osiągnięcie maksymalnej prędkości 195 km/h. Zasięg na jednym ładowaniu wynosi 375 kilometrów.

### Sprzedaż
Produkcja Borgwarda BX7 rozpoczęła się na początku 2016 roku w Pekinie, a pierwszym rynkiem, gdzie uruchomiono sprzedaż były Chiny w maju 2016 roku. Kolejnym rynkiem, gdzie uruchomiono sprzedaż nieco ponad 2 lata później, były Niemcy. Pierwszy salon sprzedaży otwarto w połowie lipca 2018 roku. Produkcja dobiegła końca w sierpniu 2021, w schyłkowym okresie istnienia firmy Borgward, która upadła pół roku później.

### Silnik
- R4 2.0l Turbo 224 KM